# Swansonella
Swansonella is een geslacht van kreeftachtigen uit de klasse van de Ostracoda (mosselkreeftjes).

## Soort
- Swansonella novaezealandica (Hartmann, 1982)